# Prangos pabularia
Prangos pabularia är en flockblommig växtart som beskrevs av John Lindley. Prangos pabularia ingår i släktet Prangos och familjen flockblommiga växter. Inga underarter finns listade i Catalogue of Life.